# Stranger in My Bed
Stranger in My Bed is een Canadese tv-thriller uit 2005 van George Erschbamer met Jamie Luner, Chris Kramer en Ivan Cermak in de hoofdrollen.

## Verhaal
Sara wordt geslagen door haar man en is het misbruik beu. Om te kunnen ontsnappen, zet ze haar eigen dood in scène en neemt een nieuwe identiteit aan. Haar ontsnapping lukt, maar het duurt niet lang voor haar man alles door heeft en de jacht inzet.

## Rolverdeling
| Acteur         | Personage   |
| -------------- | ----------- |
| Jamie Luner    | Sara Hansen |
| Chris Kramer   | Ryan Hansen |
| Ivan Cermak    | Brad        |
| Barbara Fixx   | Karen       |
| Alistair Abell | Pete Tobler |
| Barbara Niven  | Christine   |